# Candan Six-Sasmaz
Candan Six-Sasmaz (* 21. Juli 1976 in Neumünster) ist eine deutsch-türkische Journalistin und TV-Autorin. In ihren Dokumentationen und Reportagen berichtet sie über das türkische und muslimische Leben in Deutschland.

## Leben
Die Tochter türkischer Gastarbeiter studierte nach dem Abitur Kommunikationsdesign, Malerei und Fotografie in Hamburg. Während des Studiums gewann sie den 2. Preis beim Berliner Werbekongress und wurde von Jung von Matt als Texterin eingestellt. Ihre späteren Stationen waren Heye & Partner, Springer & Jacoby und Scholz & Friends. 
2004 präsentierte Six-Sasmaz mit der Arbeit: „Die Kulturschätze des Irak“ für die UNESCO eine Dialogmarketingkampagne, die mit den führenden Kreativpreisen des Cannes Lions International Festival of Creativity und des Art Directors Club ausgezeichnet wurde.
2011 begann sie als freie Journalistin zu arbeiten, zuerst für verschiedene Printmedien wie die Süddeutsche Zeitung, später auch für öffentlich-rechtliche Fernsehsender wie ZDF, 3sat und arte. Candan Six-Sasmaz konzentriert sich thematisch auf türkeistämmige und andere Minderheiten in Deutschland und Europa, Migration und Integration von Muslimen sowie die Türkei und den Nahen Osten.
2015, auf dem Höhepunkt der „Flüchtlingskrise“, berichtete Six-Sasmaz in der Süddeutschen Zeitung über die Erfahrung, an einem Bahnhof in Nordrhein-Westfalen für eine Geflüchtete gehalten worden zu sein und so mehr Aufmerksamkeit und Hilfsbereitschaft erfahren zu haben als je zuvor als Deutsche mit Migrationshintergrund.

## Auszeichnungen
- 2004 Cannes Lions International Festival of Creativity[2]
- 2004 Golden Award of Montreux[2]
- 2004 ANDY Awards[2]
- 2004 Preis des Art Directors Club (ADC) für Deutschland[4]
- 2004 Preis des Jahrbuchs der Werbung[5]
- 2004 Deutscher Dialogmarketingpreis (jetzt Max Award)[6]
- 2004 Preis der The One Show[7]
- 2005 ACT Responsible Tributes[2]
- Clio Award
- Preis des New York Festivals

## Filmografie (Auswahl)
- 2022: „Klimaschutz im Krankenhaus  – Neue Rezepte für eine nachhaltige Medizin“ (ZDF)[8]
- 2022: „Vielfalt leben – Schluss mit Vorurteilen“ (ZDF)[9][10]
- 2021: „Von Türken zu Almans“ (3sat)[11][12]
- 2021: „Neue Heimat Almanya“ (3sat)[13][14]
- 2021: „Armutszeugnis Corona“ (ZDF)[15]
- 2021: „Hase, Nest und Schoko-Ei  – Ostern neu gefeiert“ (ZDF)[16]
- 2019: „Europa – Die Folgen der Angst“ (ZDF)[17]
- 2019: „Gefährliche Rückkehrer – IS-Kämpfer in Deutschland“ (ZDF)[18]
- 2019: „Bahn-Abenteuer Dogu Express“ (arte)[19][20]
- 2019: „Türken und Deutsche – Der große Nachbarschaftstest“ (ZDF)[21]
- 2019: „Alles koscher? – Deutsche Juden verstehen ihr Land nicht mehr“ (ZDF)[22]
- 2016: „Zwischen Halbmond und Bundesadler“ (ZDF)[23][24]
- 2016: „Mein Land, Dein Land – Zwischen Äppelwoi & Döner“ (ZDF)[25]
- 2015: „Flüchtlinge – Willkommen oder unerwünscht“ (ZDF)[26]